# Ilarion Argatu
Ilarion Argatu (n. 2 august 1913, satul Valea Glodului, comuna Vulturești, Suceava – d. 11 mai 1999, Mănăstirea Cernica) a fost un preot ortodox, renumit duhovnic și exorcizator român. La șapte ani de la trecerea sa la cele veșnice, în mai 2006, trupul său a fost deshumat și s-a găsit aproape intact.

## Biografie
Ilarion Argatu s-a născut la data de 2 august 1913 în satul Valea Glodului din comuna Vulturești (județul Baia), într-o familie numeroasă, primind la botez numele de Ioan Argatu. Familia sa fusese silită să plece în pribegie din Maramureș, în secolul al XVIII-lea, pentru a-și păstra credința ortodoxă strămoșească după distrugerile generalului Bucov.
Tatăl său, Alexandru, a fost, timp de 16 ani, primar în comuna Valea Glodului, iar după ce a rămas văduv și și-a rânduit cei 9 copii, s-a călugărit la Mănăstirea Neamț, loc unde se odihnește astăzi.
Ioan Argatu a urmat școala cu 5 clase din Valea Glodului, apoi, la îndemnul unchiului său, Epifanie Crăciun, starețul Mănăstirii Cocoș din Dobrogea, a mers la Seminarul Teologic cu 8 clase din Dorohoi, după care a urmat și absolvit Facultatea de Teologie din Cernăuți. În paralel cu studiile teologice, a urmat cursurile Școlii Militare din Bacău, obținând gradul de sublocotenent. După absolvirea Facultății de Teologie și a școlii militare, s-a înrolat în armată, fiind trimis ofițer în cadrul unității de grăniceri de la Careii Mari, la granița cu Ungaria. A urmat și o școală de serviciu social, inițiată de către ministrul învățământului de atunci, Dimitrie Gusti (1933-1934).
La 10 noiembrie 1940, se căsătorește cu Georgeta, fiica preotului Sebastian Mihăilescu din Oniceni, județul Suceava. Din căsătorie rezultă cinci copii (Ștefan, Gabriela, Alexandru, Ioan și Ana); cele două fete au fost preotese și cei trei băieți preoți.
După căsătorie, renunță la cariera militară și depune cerere la Mitropolia Moldovei să fie hirotonit preot pe seama Parohiei Oniceni, fiind preot ajutător al socrului său. În anul 1940, este hirotonit ca preot de mir, în Catedrala Mitropolitană din Iași. În anul 1946, arhiepiscopul și mitropolitul Moldovei, Irineu Mihălcescu, l-a transferat în interes de serviciu pe preotul Ioan Argatu, de la Parohia Oniceni la Parohia Boroaia, pentru a ridica biserica din acel sat, a cărei construcție stagnase de 22 ani. Părintele Argatu a adus la Boroaia biserica monument istoric de la Râșca și a procurat, de asemenea, piatra pentru zidărie și alte materiale. Dar lucrările vor intra într-o nouă perioadă de stagnare.

## Urmărit de securitate
Devenit incomod pentru regim pentru că dorea să ridice o biserică, autoritățile i-au interzis să mai primească lume la casa sa, i s-a impus să scurteze slujba, în așa fel încât, duminica dimineața, la ora 9, s-o termine și să se prezinte la ședințele de partid, organizate special la primărie, și să îndemne lumea să meargă la câmp. Deoarece el nu a ținut cont de acestea, a determinat autoritățile să-l declare potrivnic regimului și dușman al poporului. Pentru a-l aresta, organele de miliție au silit 39 de persoane să dea declarații din care să reiasă că preotul Ioan Argatu este instigator la ordinea publică.
Pe 18 iulie 1948, mașina prefecturii, însoțită de o armată de milițieni, a venit la primărie, la biserica din Boroaia și la casa părintelui, pentru a-l aresta  „pentru instigare contra ordinii publice”. Aflat la o bătrână bolnavă acasă pentru a o împărtăși, el a fost informat că este așteptat de miliție. Preotul Ilarion Argatu a reușit să fugă și să se ascundă la părinți, în Valea Glodului, într-un butoi, trăind ani de zile fără sobă, fără pat, și fără să vadă lumina zilei, ghemuit pe jumătate de metru. Pe capul său s-a pus un preț de 300.000 de lei pentru cel ce îl va descoperi.
După 5 ani, s-a emis al doilea mandat, în urma acuzației că ar fi fost „organizator de complot contra statului”, fiind condamnat la închisoare pe viață. S-a adăpostit timp de 4 ani într-o șură, învelindu-se în fân, hrănindu-se cu grăunțe și bând apa de ploaie direct de la streașină. El a stat ascuns timp de 16 ani, locuind în mare parte în poduri ale caselor, în hambare, în lanul de porumb etc. S-a adăpostit ani de zile și sub podeaua casei din Boroaia, nici chiar copiii săi neștiind că se află acolo.
Părintele a fost expropriat, iar în anul 1964 a fost grațiat. La data de 13 februarie 1965, organele de miliție îl descoperă pe părintele Ioan Argatu, după ce o vecină care avea fereastra casei înspre curtea părintelui a anunțat autoritățile că părintele este acasă și că iese după miezul nopții în curte, la aer.
A fost interogat de miliția de la Suceava, dar a fost apoi pus în libertate. Astfel, i s-a dat din nou Parohia Boroaia, trebuind să ia viața de la capăt, pe care a reînceput-o cu construcția bisericii din Boroaia. Ani de zile a refuzat cu demnitate să se înscrie în PCR.
Cu binecuvântarea mitropolitului Iustin Moisescu, părintele Ioan Argatu a pus prima cărămidă a bisericii la 22 iunie 1969, iar zidirea sfântului lăcaș a durat până la 2 mai 1970. A urmat apoi tencuiala, pictura, clopotnița și casa de prăznuire, lucrarea fiind terminată de către fiul său, preotul Alexandru Argatu, deoarece părintele Ioan se călugărise. Biserica din Boroaia a fost sființită în anul 1977.

## Efectuarea de exorcizări
În anul 1972, părintele Ioan Argatu a rămas văduv și, în anul următor, în luna ianuarie 1973, s-a călugărit la Mănăstirea Antim din București, luând numele de Ilarion. A petrecut, apoi, câțiva ani la Mănăstirea Căldărușani, iar ultimii 19 ani din viață i-a trăit la Mănăstirea Cernica, unde a fost duhovnicul întregii comunități de călugări. Aici a exorcizat sute de posedați, români si străini.
El își începea slujbele de exorcizare pentru alungarea demonilor cu Acatistul Domnului Iisus Hristos, continuând apoi cu Sfânta Liturghie, sfințirea apei și Taina Sfântului Maslu. În final, el citea Moliftele Sfântului Vasile cel Mare, iar dacă era nevoie, slujea și Moliftele Sfântului Ioan Gură de Aur.
După ce se punea patrafirul pe cap celui posedat de demoni, acesta începea să urle, să înjure cu o voce inumană și către final, atunci când era stropit cu agheazmă, să se vaite (e.g "valeu", "vai de mine") , plângându-se că simte o arsură insuportabilă. După ce slujba lua sfârșit, omul cădea într-un somn adânc, din care se trezea apoi liniștit.
După anul 1990 a fost chemat în câteva țări din Europa și America (Germania, Franța, Belgia șsi SUA), unde devenise celebru pentru harul său, unde, însoțit de câțiva călugări, a efectuat slujbe de exorcizare.
Din colecta publică, a ridicat o biserică în satul natal și a dăruit Comunitatii românesti din Israel un teren la Ierihon, unde a fost clădit un lăcaș de cult ortodox, cu hramul "Nașterea Domnului", în care să fie adunate toate măicuțele românce din Israel - în număr de aproximativ 70.
Arhimandritul Ilarion Argatu a trecut la cele veșnice la data de 11 mai 1999, la vârsta de 86 ani. A cerut să fie înmormântat în comuna Boroaia, acolo unde a ridicat, cu eforturi inimaginabile, o frumoasa biserică și unde a slujit mulți ani ca preot. A fost înmormântat într-o criptă săpată în pronaosul bisericii, alături de soția sa.
„Trebuie să nu uităm nici o clipă că zilele noastre sunt scurte pe Pământ. Dar eternitatea, veșnicia o avem în cer, promisă de Dumnezeu, și pe aceea trebuie să o păstrăm cu sfințenie.”—Ilarion Argatu

## Deshumarea și pregătiri de canonizare
În mai 2006, după împlinirea șapte ani de la moartea sa, trupul arhimandritului Ilarion Argatu a fost dezgropat după datină și s-a descoperit că este aproape intact, deși sicriul a putrezit în totalitate.
La scurt timp de la deshumare, la Biserica din Boroaia au sosit zeci de preoți în frunte cu arhiepiscopul Sucevei și Rădăuților, IPS Pimen Zainea. Sute de credincioși au venit din toate părțile țării pentru a se ruga și închina la racla cu moaște așezate în biserică.
Trupul părintelui Argatu a fost spălat în aghiazmă, uns cu untdelemn sfințit și cu mir. Deși se dorea ca osemintele să rămână în biserică timp de 40 de zile și apoi să fie îngropate în curtea lăcașului, credincioșii au construit un baldachin și l-au așezat în pronaosul bisericii, aproape de criptă, racla fiind lăsat desfăcută și acoperită doar cu sticlă.
În curtea Bisericii din Boroaia, se află o statuie a preotului Ilarion Argatu, realizată din marmură albă.

## Lucrări publicate
- Ce gândesc eu (Ed. Plumb, 2001)

## Lucrări despre părintele Ilarion Argatu
- Pr. Alexandru Argatu - Viața arhimandritului Ilarion Argatu (Ed. Plumb, 2000)
- Pr. Alexandru Argatu - Arhimandritul Ilarion Argatu - duhovnic și exorcist (Ed. Mila creștină, 2006)
- Pr. Alexandru Argatu - Viața părintelui Ilarion Argatu scrisă de mâna sa (Ed. Mila creștină, 2006)
- Pr. Alexandru Argatu - Viața arhimandritului Ilarion Argatu (așa cum reiese din documentele ce au fost găsite în arhiva Părintelui, unele fiind scrise chiar de mâna preacuvioșiei sale) (Ed. Mila creștină, 2006)
- Pr. Alexandru Argatu - Vă sfătuiește arhimandritul Ilarion Argatu - Despre vrăji și farmece și lupta împotriva lor (Ed. Mila creștină, 2006)
- Pr. Ioan V. Argatu - Ne Vorbește Părintele Ilarion Argatu - 1. Despre Post. 2. Despre Botez" (Ed. Mila creștină, 2003)
- Pr. Ioan V. Argatu - Ne Vorbește Părintele Ilarion Argatu - 3. Despre mărturisire" (Ed. Mila creștină, 2003)
- Pr. Ioan V. Argatu - Ne Vorbește Părintele Ilarion Argatu - 4. Despre Sf.Împartășanie. 5. Despre Preoție" (Ed. Mila creștină, 2003)
- Pr. Ioan V. Argatu - "Ne vorbește Părintele Ilarion Argatu - Despre desfânare și avort" (edit.Mila Creștină, 2007)
- Pr. Ioan V. Argatu - "Ne vorbește Părintele Ilarion Argatu - Despre căsătorie" (Edit.Mila Creștină, 2007)
- Pr. Ioan V. Argatu - Pe treptele suirii către cer (Ed. Mila creștină,(ed.1-a, 2006), editia 3-a,2011
- Pr. Ioan V. Argatu - 500 Răspunsuri duhovnicești ale Părintelui Ilarion Argatu la întrebările credincioșilor (Ed. Mila creștină,ed.1,editia a 3-a, (2006)(2010)
- Pr. Ioan V. Argatu - "Fapte minunate din viața de duhovnic a Părintelui Ilarion Argatu" (edit.Mila Crestina, 2009)
- Pr. Ioan V. Argatu - "Arătări sau vedenii, ale Părintelui Ilarion Argatu" (edit.Mila Crestina, 2009)
- Pr. Ioan V. Argatu - "Despre Părintele Ilarion Argatu-Marturii,fapte,minuni-carte document" (edit.Mila Crestina, 2011)